# M*League Division 1
La M*League Division 1 è la massima competizione calcistica delle Isole Marianne Settentrionali.

## Campionato 2014-2015 - Squadre
- Tan Holdings
- IFC Wild Bills
- MP United
- Inter Godfather's
- Paire
- Korean Football Association on Saipan

## Albo d'oro
- 2005-06:  Red Rocks Saipan (Stagione cancellata, dichiarato campione)
- 2006-07:  L&A/Lyung-Seung
- 2007:  Fiesta Inter Saipan
- 2008 (Spring):  Inter Godfather's
- 2008 (Fall):  Inter Godfather's
- 2009:  Inter Godfather's
- 2010:  MP United
- 2011: Finale non disputata

- 2012 (Spring):  IFC Wild Bills
- 2012 (Fall):  Tan Holdings
- 2013:  IFC Wild Bills
- 2013-14:  IFC Wild Bills
- 2014-15:  Tan Holdings
- 2016 (Spring):  Tan Holdings
- 2016 (Fall):  MP United
- 2017 (Spring):  MP United

- 2017 (Fall):  Tan Holdings
- 2018 (Spring):  MP United
- 2018 (Fall): Finale non disputata
- 2019 (Spring): Teen Ayuyu
- 2019 (Fall): All Blue
- 2020 (Spring): Finale non disputata
- 2020 (Fall): Finale non disputata
- 2021 (Spring):  Tan Holdings

- 2021 (Fall): All Blue

## Titoli per club
| Club                                            | Campione | Anni campione                           |
| ----------------------------------------------- | -------- | --------------------------------------- |
| Tan Holdings                                    | 5        | 2012-F, 2014-15, 2016-S, 2017-F, 2021-S |
| Inter Godfather's (include Fiesta Inter Saipan) | 4        | 2007, 2008-S, 2008-F, 2009              |
| MP United                                       | 4        | 2010, 2016-F, 2017-S, 2018-S            |
| IFC Wild Bills                                  | 3        | 2012-S, 2013, 2013-14                   |
| Red Rocks Saipan                                | 1        | 2005-06                                 |
| L&A/Lyung-Seung                                 | 1        | 2006-07                                 |
| Teen Ayuyu                                      | 1        | 2019-S                                  |
| All Blue                                        | 1        | 2019-F                                  |

## Migliori marcatori
- 2005/06: Alex Lufraglia  Red Rocks Saipan
- 2006/07: Mark McDonald  L&A/Lyung-Seung
- 2007: Zachary Pangelinan  Bangladeshi